# Шиње
Шиње (фр. Chigné) насеље је и општина у западној Француској у региону Лоара, у департману Мен и Лоара која припада префектури Сомир.
По подацима из 2011. године у општини је живело 301 становника, а густина насељености је износила 11,93 становника/km². Општина се простире на површини од 25,22 km². Налази се на средњој надморској висини од 78 метара (максималној 86 m, а минималној 47 m).

## Демографија
| 1962. | 1968. | 1975. | 1982. | 1990. | 1999. | 2011. |
| ----- | ----- | ----- | ----- | ----- | ----- | ----- |
| 489   | 448   | 363   | 296   | 302   | 271   | 301   |

График промене броја становника у току последњих година